# وذمة لمفية مفتعلة
الوذمة اللمفية المفتعلة أو الوذمة الفعلية الصنعية (تُعرف أيضًا باسم "الوذمة الهستيرية") هي حالة جلدية تنتج عن لف ضمادة مرنة أو حبل أو قميص حول أحد الأطراف، و/أو تثبيت الطرف في حالة اعتمادية وغير متحركة.